# Saint-Philippe (La Réunion)
Pour les articles homonymes, voir Saint-Philippe.
Saint-Philippe est une commune française, située dans le sud-est du département et de la région de La Réunion.
Ses habitants sont appelés les Saint-Philippois.
Sa devise est : « Bien faire et laisser dire ».

## Géographie

### Localisation
Saint-Philippe se trouve sur la pointe sud-est de l'île. Son territoire communal est limitrophe de ceux de Saint-Joseph à l'Ouest (au niveau de la ravine Basse Vallée) et de Sainte-Rose au Nord (dont il est séparé par le Grand Brûlé).
Même si la commune possède une importante façade littorale où se concentre la population, l'ensemble du territoire administré fait désormais partie des Hauts tels qu'ils ont été redéfinis par décret le 26 décembre 1994. Ce classement a pour objectif de faire bénéficier la commune (à l'écart des centres de décisions de l'île) du programme de rattrapage dont jouissent les zones montagneuses par ce biais.

### Quartiers
- Basse-Vallée
- Le Baril
- Baril les Hauts
- le Souffleur d'Arbonne
- Mare Longue
- La marine
- Ravine-Ango
- les Sables Blancs
- Îlet aux Palmistes
- Takamaka
- Le Tremblet

## Urbanisme

### Typologie
Saint-Philippe est une commune rurale, car elle fait partie des communes peu ou très peu denses, au sens de la grille communale de densité de l'Insee,,,.
La commune, bordée par l'océan Indien au sud et à l'est, est également une commune littorale au sens de la loi du 3 janvier 1986, dite loi littoral. Des dispositions spécifiques d’urbanisme s’y appliquent dès lors afin de préserver les espaces naturels, les sites, les paysages et l’équilibre écologique du littoral, par exemple le principe d'inconstructibilité, en dehors des espaces urbanisés, sur la bande littorale des 100 mètres, ou plus si le plan local d’urbanisme le prévoit,.

## Histoire
La commune a été créée en 1830.
Son histoire est notamment marquée par l'échouement d'un bateau britannique de transport de troupes contenant 1 262 hommes à bord en face du port de Saint Philippe en pleine nuit du 13 au 14 janvier 1897, le Warren Hastings. En raison d'une défaillance du compas magnétique peut-être provoquée par l'éruption voisine du Piton de la Fournaise, le naufrage fait deux morts, le reste de l'équipage ayant attendu le matin pour tenter de quitter l'épave.

### Éruptions volcaniques
Le volcan actif du Piton de la Fournaise est en partie situé sur la commune de Saint-Philippe. Différentes éruptions ont ainsi marqué le territoire communal, notamment dans le secteur des Grandes Pentes et du Grand Brûlé.
L'éruption du piton de la Fournaise en 1986 comble partiellement les ravines de Takamaka et des Citrons Galets, coupe en deux endroits la route nationale 2 et détruit plusieurs habitations.
À la suite de l'importante coulée de 2007, la route des Laves—la section de la RN2 entre Saint-Philippe et Sainte-Rose située dans la caldeira actuelle du Piton de la Fournaise (l'Enclos Fouqué) -- est de nouveau coupée, enfouie localement sous 60 m de lave. Cette coulée atteint la côte et agrandit ainsi la surface de l'île, notamment au niveau de la pointe et la plage du Tremblet.

## Politique et administration

### Rattachements administratifs et électoraux
Saint-Philippe appartient à l’arrondissement de Saint-Pierre et au canton de Saint-Benoît-2. Avant 2015, elle était le chef-lieu du canton de Saint-Philippe.
Pour l’élection des députés, la commune fait partie de la cinquième circonscription de La Réunion, représentée depuis 2017 par Jean-Hugues Ratenon (RÉ974/LFI).

### Intercommunalité
La commune appartient à la Communauté d'agglomération du Sud (CA Sud) avec Entre-Deux, Saint-Joseph et Le Tampon. Jusqu'en 2010, Saint-Philippe était la seule commune réunionnaise à ne pas appartenir à une structure intercommunale.

### Liste des maires

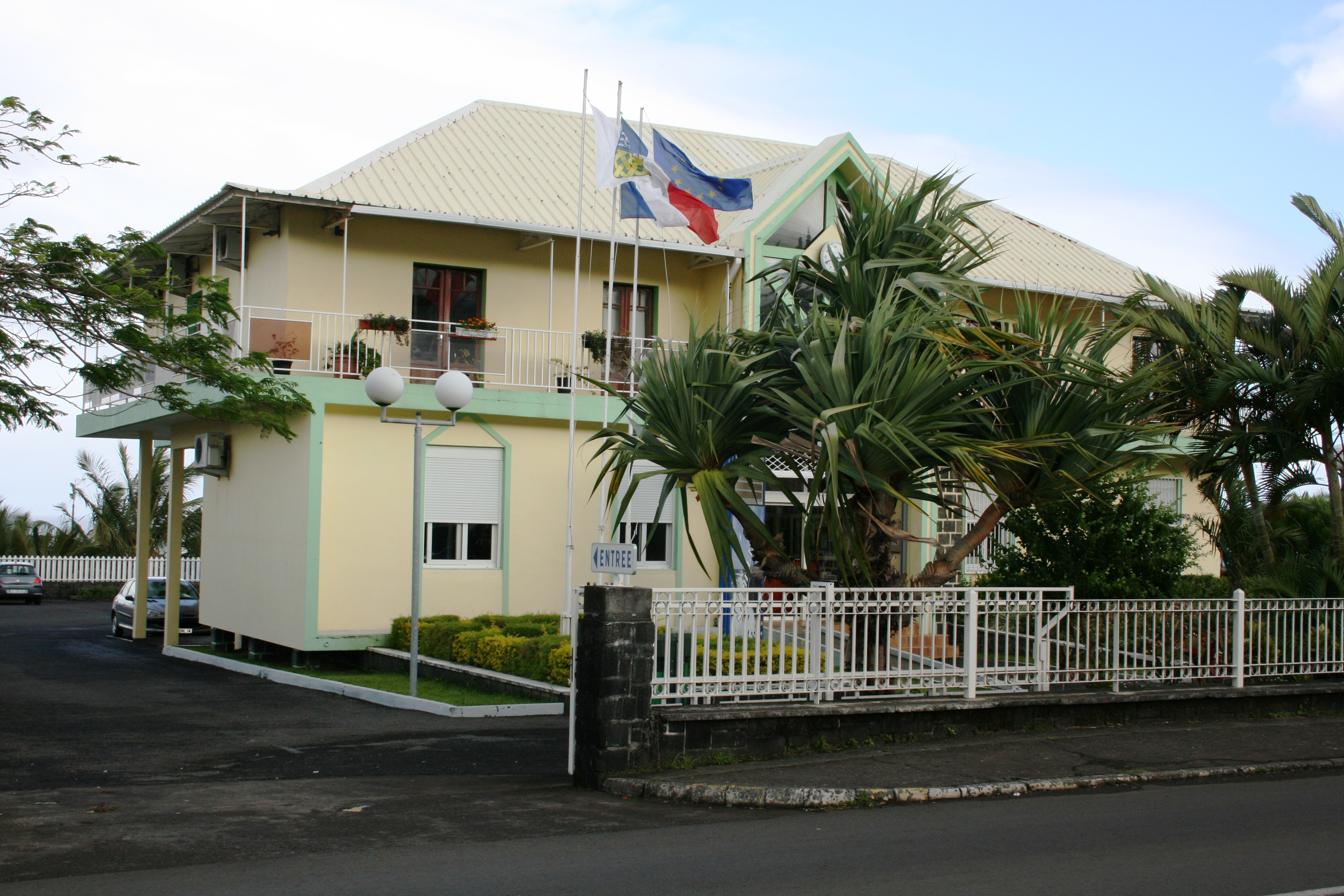
L'Hôtel de ville.

Depuis 1945, six maires se sont succédé à la tête de la commune :
Saint-Philippe a quitté la CIVIS le 26 décembre 2002. Elle appartient depuis le 1er janvier 2010 à la CA Sud.

## Démographie
L'évolution du nombre d'habitants est connue à travers les recensements de la population effectués dans la commune depuis 1961, premier recensement postérieur à la départementalisation de 1946. À partir de 2006, les populations de référence des communes sont publiées annuellement par l'Insee. Le recensement repose désormais sur une collecte d'information annuelle, concernant successivement tous les territoires communaux au cours d'une période de cinq ans. Pour les communes de moins de 10 000 habitants, une enquête de recensement portant sur toute la population est réalisée tous les cinq ans, les populations de référence des années intermédiaires étant quant à elles estimées par interpolation ou extrapolation. Pour la commune, le premier recensement exhaustif entrant dans le cadre du nouveau dispositif a été réalisé en 2005.

En 2022, la commune comptait 5 093 habitants, en évolution de −2,71 % par rapport à 2016 (La Réunion : +3,33 %, France hors Mayotte : +2,11 %).
| 1961  | 1967  | 1974  | 1982  | 1990  | 1999  | 2010  | 2015  | 2020  |
| ----- | ----- | ----- | ----- | ----- | ----- | ----- | ----- | ----- |
| 2 938 | 3 336 | 3 453 | 3 476 | 4 005 | 4 860 | 5 086 | 5 115 | 5 085 |

| 2022  | - | - | - | - | - | - | - | - |
| ----- | - | - | - | - | - | - | - | - |
| 5 093 | - | - | - | - | - | - | - | - |

## Infrastructures
On trouve sur le territoire communal un collège public, le collège Bory de Saint-Vincent. Il n'y a pas de lycée.

## Sites et infrastructures touristiques
- Le Cap Méchant.

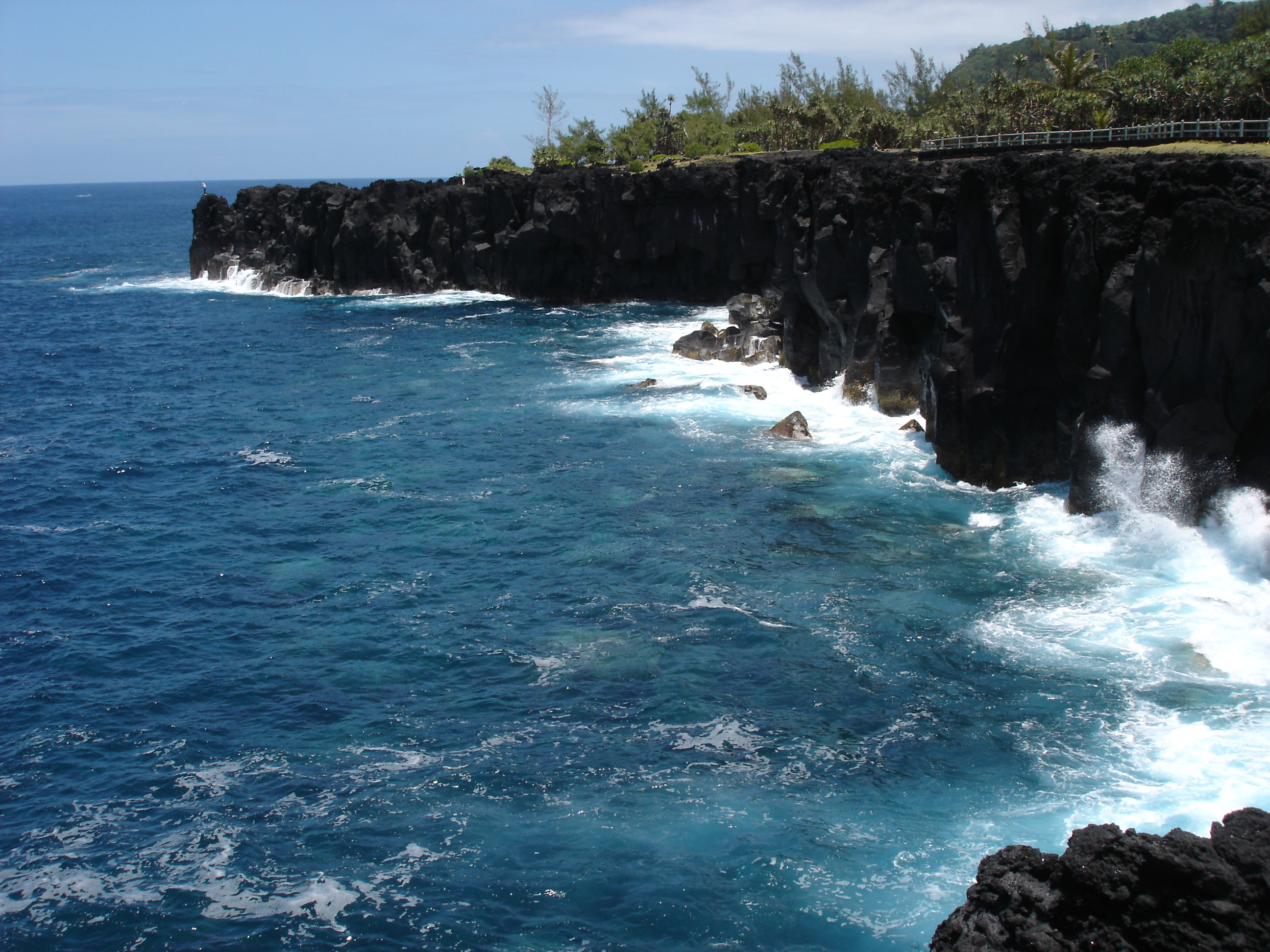
Le Cap Méchant.

- Le Puits des Anglais, avec à proximité la piscine du Baril, seule piscine d'eau de mer de La Réunion située sur le littoral (réhabilitée en 2009).
- Le Puits des Français, qui se trouve sur le site du cap Méchant à Basse-Vallée.
- Le puits Arabe qui se trouve à proximité du lieu-dit La Cayenne.
- Le Jardin des parfums et des épices.
- Le sentier botanique aménagé dans la forêt de Mare Longue, forêt de bois de couleur des Bas.
- La Mer Cassée.
- La Pointe de la Table.
- Le gîte de Basse Vallée.
- Les coulées de laves au Tremblet.

## Lieux et monuments
La commune de Saint-Philippe compte trois monuments inscrits au titre des monuments historiques : les cheminées dites "Baril" et "La Trinité", vestiges des anciennes usines sucrières de la commune, et l'ancien cimetière de Basse Vallée.
Le village de Saint-Philippe comporte une église paroissiale et une ancienne cure construites à la fin du XIXe siècle ainsi que l'écomusée Au bon roi Louis.

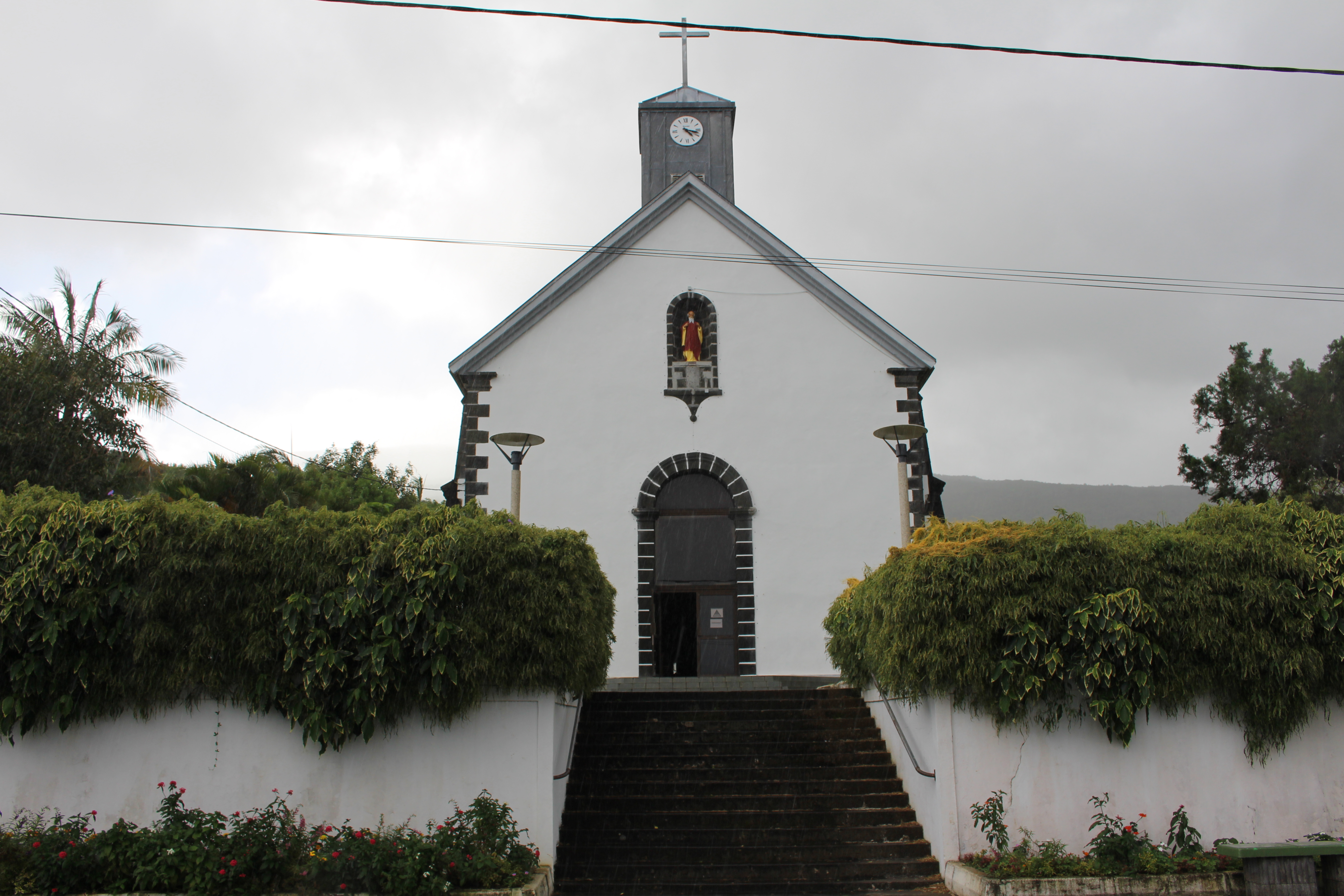
Église Saint-Philippe

### Lieux de cultes
- Église Saint-Philippe de Saint-Philippe. Elle est inscrite à l'Inventaire général du patrimoine culturel[17]. L'église est dédiée à l'apôtre saint Philippe.
- Chapelle Saint-Jean-Baptiste de La Salle de Basse-Vallée.
- Chapelle Saint-Expédit du Souffleur d'Arbonne.
- Chapelle Notre-Dame-de-la-Route du Tremblet.
- Liste détaillée des églises de Saint-Philippe sur :

## Événements
- La commune organise chaque année en août une fête autour du vacoa et du palmiste.
- Festival Même pas peur - Festival International du Film Fantastique de La Réunion[18]
- Festival de la Mer

## Personnalités liées à la commune
- Moril Fontaine (1914-1999), sage-femme, syndicaliste et personnalité politique de La Réunion.
- Wilfrid Bertile, ancien secrétaire général de la Commission de l'océan Indien.
- Frantz Baret, ancien maire de 1945 à 1971. Constructeur de la mairie, du groupe scolaire, des écoles du Tremblet et de Basse-Vallée, des chemins goudronnés, piscine du Baril, des trottoirs, de l'installation de l’électricité, de la création du syndicat intercommunal cazala pour l'eau, du transport scolaire[pas clair].